# Dwars door Vlaanderen 1965
Dwars door Vlaanderen 1965 (deutsch: Quer durch Flandern) war die 21. Austragung des belgischen Straßenradrennen in der Region Flandern. Das Rennen fand am 19. April 1965 über 203 Kilometer für Berufsfahrer statt. Sieger wurde Alfons Hermans aus Belgien.

## Rennverlauf
Dwars door Vlaanderen 1965 wurde abweichend von den vorangegangenen Jahren als Eintagesrennen ausgetragen. Start und Ziel war Waregem. Bei widrigen Wetterbedingungen mit Schnee und Regen erreichten nur 17 Radrennfahrer das Ziel. Kurz vor dem Ziel unternahm Hermans einen Ausreißversuch und erreichte das Ziel als Solist.

## Rennergebnis
|        | Fahrer                | Team                  | Zeit           |
| ------ | --------------------- | --------------------- | -------------- |
| Sieger | Alfons Hermans        | Lamot–Libertas        | 5:30:0 h       |
| 2.     | Julien Haelterman     | Flandria–Romeo        | + 1:15 Minuten |
| 3.     | Roger De Breuker      | Lamot–Libertas        | gl. Zeit       |
| 4.     | Joseph Janssens       | Dossche Sport         | + 2:10 Minuten |
| 5.     | Romain Van Wijnsbergh | Flandria–Romeo        | gl. Zeit       |
| 6.     | Robert De Middeleir   | Mercier–BP–Hutchinson | + 2:15 Minuten |
| 7.     | Eric Esprit           | Flandria–Romeo        | gl. Zeit       |
| 8.     | Raf Gijsel            | Wiel’s-Groene Leeuw   | gl. Zeit       |
| 9.     | Charly Gaul           | Lamot–Libertas        | gl. Zeit       |
| 10.    | Leon Verkindere       | Lamot–Libertas        | gl. Zeit       |